# Волконск
Волко́нск (Волко́нское) — село в Дмитровском районе Орловской области. Входит в состав Друженского сельского поселения. Население — 62 человека (2010 год).

## География
Расположено в 10 км к северу от Дмитровска на речке Малой Локне. Высота над уровнем моря — 237 м.

## История
Укреплённый городок или замок Волконск был сооружён, вероятно, в XIII—XIV веках и являлся одной из крепостей и волостных центров Брянского княжества. Замок Волконск был построен в соответствии с древнерусскими градостроительными традициями. В плане он представлял округлую крепостицу площадью около 1 гектара. С запада, северо- и юго-запада его защищала болотистая долина реки Локны (в настоящее время запружена), с востока — ров и полукруглый земляной вал высотой около 4-х метров, на котором некогда стояла деревянная стена с башнями.
Впервые документально упоминается под названием Волконеск как волостной центр Брянского уезда. С 1570-х годов село относилось к Глодневскому стану Комарицкой волости.
В 1627 году вместе с волостью вошло в состав Севского уезда. С 1628 года упоминается волконский храм Рождества Пресвятой Богородицы. Последнее деревянное здание храма было сооружено в 1769 году, в 1980-е годы было разобрано и до наших дней не сохранилось.
В 1646 году на валах заброшенного к тому времени древнерусского городища был сооружён острог, периметр стен которого составлял 124 сажени (немногим более 250 метров). К острогу были приписаны сёла Волконск (27 дворов) и Обратеево (11 дворов), а также деревни: Поповка (12 дворов), Пальцево (27 дворов), Могиличи (12 дворов), Дудинка (29 дворов), Белочь (17 дворов), Дружно (12 дворов), починок Казанский (3 двора), Рублино (18 дворов) и Лукино (6 дворов). В 1711 году становится владением Кантемиров. В 1861—1923 годах село было административным центром Волконской волости Дмитровского уезда Орловской губернии.
В 1866 году в бывшем владельческом селе Волконск проживало 409 человек (197 мужского пола и 212 женского), было 37 дворов, действовал православный храм и 5 маслобоен. К 1877 году число жителей сократилось до 397, дворов было 42. К тому времени в селе была открыта школа, а 8 сентября проводилась ярмарка.
В 1926 году в селе было 66 дворов, проживало 338 человек (153 мужского пола и 185 женского), действовали: школа 1-й ступени, пункт ликвидации неграмотности, изба-читальня. В то время Волконск был административным центром Волконского сельсовета Волконской волости Дмитровского уезда. С 1928 года в составе Дмитровского района. В 1937 году в селе было 62 двора.
Во время Великой Отечественной войны, с октября 1941 года по 12 августа 1943 года, находилось в зоне немецко-фашистской оккупации. По данным 1945 года в селе действовали 2 колхоза: «Пролетарский» и «Краснокалиновский».

## Население
| 1866 | 1877 | 1926 | 1979 | 2002 | 2010 |
| ---- | ---- | ---- | ---- | ---- | ---- |
| 409  | ↘395 | ↘338 | ↘135 | ↘91  | ↘62  |

## Персоналии
- Амелин, Николай Михайлович (1893—1959) — сотрудник органов охраны правопорядка и государственной безопасности, полковник (1943).

## Памятники истории
В Волконске находится братская могила советских воинов, погибших в боях с фашистскими захватчиками во время Великой Отечественной войны.